# كيني (لاعب كرة الصالات)
كينيدي أوفونغ أوبينغا (بالإسبانية: Kennedy Ofong Ubenga)‏ (ولد في 3 أغسطس 1981)، المعروف باسم كيني، هو لاعب كرة الصالات من غينيا الاستوائية يلعب لنادي مانثاناريس في مركز الجناح، وكذلك لمنتخب غينيا الاستوائية لكرة الصالات. ويحمل أيضًا الجنسية الإسبانية.
كما أنه ابن عم لاعب كرة القدم السابق وكشاف كرة القدم الحالي بن مانغا.

## الأهداف الدولية
تُسجَّل الأهداف والنتائج بحيث يظهر رصيد منتخب غينيا الاستوائية أولاً
| رقم | التاريخ        | الملعب                                            | الخصم  | النتيجة | النتيجة النهائية | المنافسة                                     |
| --- | -------------- | ------------------------------------------------- | ------ | ------- | ---------------- | -------------------------------------------- |
| 1   | 13 ديسمبر 2015 | بوليديوبرتيفو دي مالابو، مالابو، غينيا الاستوائية | زامبيا | 2–0     | 5–4              | تصفيات كأس الأمم الأفريقية لكرة الصالات 2016 |
| 2   | 13 ديسمبر 2015 | بوليديوبرتيفو دي مالابو، مالابو، غينيا الاستوائية | زامبيا | 5–4     | 5–4              | تصفيات كأس الأمم الأفريقية لكرة الصالات 2016 |

## وصلات خارجية
- كيني في World One Sports Management